# 布萊克山
85°14′S 178°22′W / 85.233°S 178.367°W
布萊克山（英語：Mount Black）是南極洲的山峰，位於杜費克海岸，海拔高度3,005米，由美國探險家發現和拍攝照片，以探險隊的資助者命名，現時由南極條約體系管理。